# Бокер
 Тази статия е за града във Франция.  За кантона вижте Бокер (кантон).  
Бокер (на френски: Beaucaire) е град в регион Лангедок-Русийон, южна Франция. Населението му е 15 882 души (по данни от 1 януари 2016 г.).
Градът е административен център на кантона Бокер в окръг Ним на департамент Гар. Разположен е на десния бряг на река Рона, на 22 km източно от Ним и на 13 km северно от Арл. Градът е основан през VII век пр.н.е., а през римската епоха е важен пътен възел на Виа Домиция.